# Pablo Marí Villar
Pablo Marí Villar (Almussafes, València, 31 d'agost de 1993) és un futbolista professional valencià. Juga de defensa i el seu equip actual és l'ACF Fiorentina.

## Trajectòria
Central format al planter del Real Mallorca. El 2012, signa amb el Nastic de Tarragona, sent el jugador amb més minuts del club tarragoní en les següents temporades. La temporada 2014/15, va ascendir a Segona A, disputant 3.426' repartits en 39 partits i en tots va ser titular, portant tres temporades en l'entitat. La idea del club és mantenir el bloc que ha aconseguit l'ascens a Segona A i així poder donar-li continuïtat, així que el jugador en 2015, renova per tres temporades més fins a juny de 2018. Va marcar el seu primer gol com a professional el 21 d'agost de 2015, en una victòria per 2-1 sobre el Tenerife. L'agost de 2016, és transferit al Manchester City, de la Premier League, però l'endemà mateix, després d'una llarga negociació, és cedit al Girona FC. Malgrat tenir un any més de contracte, es va ser novament cedit, aquesta vegada al NAC Breda.
El juliol de 2018 va acumular la seva tercera cessió després de ser prestat al Real Club Deportivo de La Coruña una temporada amb opció de compra.

### C. R. Flamengo
Després d'estar a punt d'assolir l'ascens amb el conjunt gallec, el juliol de 2019 va marxar al Clube de Regatas do Flamengo. El 23 de novembre del mateix any va esdevenir el primer futbolista espanyol a guanyar la Copa Libertadores després que el Flamengo derrotés a River Plate en la final.

### Arsenal Football Club
El 29 de gener de 2020 l'Arsenal FC va anunciar la seva arribada com cedit fins al final de la temporada 2019-20 amb opció de compra. Va debutar el 2 de març en la victòria 0-2 davant el Portsmouth en partit corresponent als vuitens de final de la FA Cup. El 24 de juny el conjunt londinenc va anunciar que havia fet efectiva aquesta opció de compra i que, per tant, adquiria al jugador en propietat.
El 19 de gener de 2022 va abandonar l'equip londinenc per a jugar cedit en l'Udinese Calcio d'Itàlia fins al final de la temporada. La següent va continuar al país transalpí després de recalar en l'AC Monza, que tenia l'obligació de comprar-ho si es complien determinats objectius.

### Cessions a Udinese i Monza
El 20 de gener de 2022, Marí va fitxar pel club italià Udinese Calcio de la Sèrie A a títol de cessió fins a la fi de la temporada 2021-22. Va debutar amb els bianconeri el 6 de febrer en una victòria per 2-0 davant el Torino. El 27 d'abril, va marcar el seu primer gol davant la Juventus FC, marcant l'únic gol del 1-0 davant la "Vella Senyora" (Vecchia Signora en italià).
L'11 d'agost, va ser cedit a l'acabat d'ascendir AC Monza de la Sèrie A. Va fer el seu debut amb el club el 14 d'agost, com a titular en una derrota per 2-1 en la Sèrie A davant el Torino. Va marcar el seu primer gol amb la Brianza el 9 d'octubre, en una victòria a casa sobre l'Spezia Calcio per 2-0.

### Víctima d'apunyalament
En el 27 d'octubre del 2022, mentre estava de compres al costat de la seva esposa i el seu fill en un supermercat a Assago (Llombardia) va ser apunyalat ell per l'esquena juntament amb altres 4 persones, resultant mort un treballador. Va ser internat a l'hospital major de Niguarda a Milà en el qual va rebre un tractament i va ser donat de baixa per dos mesos.

## Clubs
| Club                              | País          | Any       |
| --------------------------------- | ------------- | --------- |
| Reial Club Deportiu Mallorca B    | Catalunya     | 2011-2013 |
| Club Gimnàstic de Tarragona       | Illes Balears | 2013-2016 |
| Manchester City FC                | Anglaterra    | 2016-2019 |
| Girona FC (cedit)                 | Catalunya     | 2016-2017 |
| NAC Breda (cedit)                 | Països Baixos | 2017-2018 |
| RC Deportivo de La Coruña (cedit) | Galícia       | 2018-2019 |
| CR Flamengo                       | Brasil        | 2019-2020 |
| Arsenal FC (cedit)                | Anglaterra    | 2020      |
| Arsenal FC                        | Anglaterra    | 2020-     |
| Udinese Calcio (cedit)            | Itàlia        | 2022      |
| A. C. Monza (cedit)               | Itàlia        | 2022-     |